# Хип, Марк
Марк Хип (англ. Mark Heap, род. 13 мая 1957, Кодаиканал, Тамилнад, Индия) — английский актёр. Наиболее известен по роли Брайана Топпа в сериале «Spaced».

## Биография
Марк Хип родился 13 мая 1957 года в семье Британца и Американки в Тамилнад, Индия.

## Фильмография
| Год       |   | Русское название           | Оригинальное название             | Роль               |
| --------- | - | -------------------------- | --------------------------------- | ------------------ |
| 2012      | с | Шпион                      | Spy                               | Philip             |
| 2002      | ф | Мой мальчик                | About a Boy                       | учитель математики |
| 2005      | ф | Чарли и шоколадная фабрика | Charlie and the Chocolate Factory | человек с собакой  |
| 2007      | ф | Звёздная пыль              | Stardust                          | Терциус            |
| 2008      | с | Молокососы                 | Skins                             | Отец Криса         |
| 2009      | с | Отчаянные романтики        | Desperate Romantics               | Чарльз Диккенс     |
| 2010      | с | Одинокий отец              | Single Father                     | Робин              |
| 2011—2016 | с | Ужин в пятницу вечером     | Friday Night Dinner               | Джим               |
| 2013      | ф | Армагеддец                 | The World's End                   | Трактирщик         |
| 2022      | ф | Школа добра и зла          | The School for Good and Evil      | профессор Мэнли    |